# Deutsches Informationszentrum für technische Regeln
Das Fachinformationszentrum Deutsches Informationszentrum für technische Regeln (DITR) wurde 1979 durch das Deutsche Institut für Normung (DIN) und die Bundesregierung im Rahmen des „Programm zur Förderung der Information und Dokumentation (IuD-Programm) 1974–1977“ gegründet. 
Aufgabe des DITR war es, die Öffentlichkeit und Behörden über den Stand der zu beachtenden Technischen Regeln und Rechts- und Verwaltungsvorschriften mit technischen Festlegungen sowie deren Verbindlichkeiten und Verflechtungen untereinander zu informieren. Ab 1982 versorgte das DITR erste deutsche Industrieunternehmen mit Datenlieferungen zur regelmäßigen Aktualisierung ihrer Metadaten zur Norminformationen. 1984 konnten fünf Jahre nach Gründung des DITR bereits Informationen über 40.000 Technische Regeln bereitgestellt werden. 1985 wurden die bibliographischen Daten der DITR-Datenbank um erste Volltexte erweitert. Aufgrund der Nachfrage der exportorientierten deutschen Industrie stellte das DITR nun auch Daten zu amerikanischen und anderen nationalen Normenregelwerken bereit.
Im Jahr 1989 wurde der Benutzerfachausschuss des DITR (heute der DIN Software GmbH) gegründet. Er war und ist ein Bindeglied zwischen den Nutzern von Informationsprodukten oder -dienstleistungen aus der DITR-Datenbank und dem Hersteller. Die bisher hierarchische Struktur der DITR-Datenbank wurde 1996 durch eine relationale Datenbank abgelöst. Die DITR-Datenbank wurde ab dem Jahr 2000 zudem als Masterdatenbank von DIN, Beuth Verlag und DIN Software GmbH für Norm- und Dokumentennachweise benutzt.
2003 ging das von DIN betriebene Deutsche Informationszentrum für Technische Regeln DITR mit seiner Datenbank in der DIN Software GmbH auf.